# Marja Järventausta
Marja Järventausta (* 1956 in Hämeenlinna) ist eine finnische Finnougristin.

## Leben
Von 1980 bis 1985 studierte sie an der Universität Jyväskylä (1985 cand. phil. (Germanistik, Fennistik, Phonetik), 1989 lic. phil., 1991 Dr. phil.). Von 1993 bis 1999 lehrte sie als Professorin für Deutsch (Schwerpunkt: Übersetzen) an der Universität Joensuu. Seit 1999 ist sie Professorin für Finnougristik (Fennistik) an der Universität zu Köln.
Ihre Forschungsschwerpunkte sind Finnisch als Fremdsprache im deutschsprachigen Raum, Deutsch-finnische Translationsgeschichte des Finnischen als Literatur- und Kultursprache, kontrastive Linguistik Deutsch-Finnisch und (Lerner)lexikographie.

## Schriften (Auswahl)
- Das Subjekt im Deutschen und im Finnischen. Seine Formen und semantischen Rollen. Frankfurt am Main 1991, ISBN 3-631-42713-1.
- mit Hartmut Schröder: Nominalstil und Fachkommunikation. Analyse komplexer Nominalphrasen in deutsch- und finnischsprachigen philologischen Fachtexten. Frankfurt am Main 1997, ISBN 3-631-30985-6.
- Null-Subjekte in der Valenz-, Dependenztheorie. Am Beispiel des Finnischen. Vaasa 2000, ISBN 952-9769-16-4.
- als Herausgeberin: Kontextwechsel. Zur gegenseitigen Vermittlung finnischer und deutscher Literatur durch Übersetzung. München 2015, ISBN 978-3-86205-451-0.